# Live at the Continental Club
Live at the Continental Club es el segundo álbum en vivo lanzado por la banda neoyorquina de rock alternativo y noise rock Sonic Youth. Este álbum fue lanzado al mercado en el año 1992, a pesar de que fue grabado en un concierto en el Continental Club, en Austin, Texas, en el 12 de abril de 1986. Fue lanzado por medio de la discográfica Red Line Records.
Live at the Continental Club muestra el primer concierto de la banda después del lanzamiento de su nuevo por entonces álbum EVOL. Aquí se tocan numerosas canciones de ese álbum, pero también tocan canciones de álbumes anteriores, como Kill Yr Idols y World Looks Red.
Destaca la buena calidad de audio de esta grabación, al contrario que en sus otros discos. Además, es notable la diferencia de las canciones en comparación con las versiones de estudio.

## Listado de temas
1. "Tom Violence" - 5:36
2. "Shadow of a Doubt" - 3:36
3. "Starpower" - 4:56
4. "Secret Girl" - 4:25
5. "Death To Our Friends" - 4:03
6. "Green Light" - 3:24
7. "Kill Yr. Idols" - 3:11
8. "Ghost Bitch" - 6:04
9. "Expressway To Yr. Skull" - 8:08
10. "World Looks Red" - 2:47
11. "Confusion (Indeed)" - 2:19
12. "Exit Stage-Applause" - 2:09
13. "Outro" - 9:10